# Choť
Manžel nebo choť je označení ženatého muže ve vztahu k jeho manželce, manželka či choť je označení vdané ženy ve vztahu k jejímu manželovi; často se v týchž významech používají i výrazy muž či žena. Vztah manželství je obvykle vyjádřen přivlastňovacím tvarem (např. choť velkovévody, Josefova manželka, její manžel, moje žena), nevyplývá-li z kontextu („manžel přijde za chvíli“, „byl jsem se ženou na dovolené“).

## Výrazy

### Původ slov manžel, manželka
České výrazy vznikly přesmyčkami z původního staročeského malžen, malženka. Původní praslovanský duálový tvar malžena znamenal „muž a žena“, později se však jeho význam zúžil pouze na manželku, jak je zachovaný v polském "malżonka", a pro manžela byl dotvořen přechýlený mužský tvar. Tradičně je slovo vykládáno jako polokalk z němčiny (tedy poloviční překlad starohornoněmecké složeniny malwip), existují též další výklady původu první části slova.

### Slovníkové výklady a charakteristiky slova choť
Choť je obourodý knižní výraz pro manžela i manželku.
Slovník spisovného jazyka českého uvádí slovo jako knižní, s příklady užití „rodiče jejího chotě“ a „choť prezidenta republiky“, slovo „choť“ používá též k výkladu slov manžel, manželka, kněžna, královna, císařovna, císařová, vévodkyně, velkovévoda, chotí nazývá slovník též Orfeovu ženu. Internetová jazyková příručka ÚJČ slovo pouze vysvětluje synonymy manžel a manželka, aniž by zmiňovala stylovou příznačnost. Slovník spisovné češtiny pro školu a veřejnost charakterizuje výraz v obou rodech jako knižní a vykládá jej slovy manžel a manželka, bez příkladů použití.
Podle Michala Novotného, autora série knih o zákulisí zajímavých českých slov, se v současné češtině používá jen v oficiálních zprávách o vysoce postavených státnících, nebo v žertu. Podobné vymezení užití se objevuje i v samonákladové elektronické publikaci Miroslava Kazdy.
Podle Jiřího Rejzka pochází slovo choť se staročeského slova chot (manžel, manželka, ženich, nevěsta) a souvisí se staroruským a staroslověnským slovem choť, které znamenalo touha, žádost nebo také milenec nebo milenka, a je příbuzné s českými slovy „chtít“ (praslovansky „chotět“) či „chuť“. Machek a Holub s Lyerem v dřívějších výkladech spekulovali o souvislosti s německým Gatte (manžel).